# 喜山红腰朱雀
，是雀形目燕雀科的一种鸟类。

## 特征
喜山红腰朱雀体重约33.4克，翼长约88.6毫米，嘴峰长约15.9毫米，喙宽度约7.8毫米，喙厚度约10.8毫米，跗蹠长约19.2毫米，尾长约73.9毫米。喜山红腰朱雀是部分迁徙的鸟类，其栖息在半开放的高大树木组成的森林中，食性为草食性。

## 分布
阿富汗西北部、巴基斯坦、拉达克和库马恩的山地。